# University Park (Texas)
University Park è una località degli Stati Uniti d'America, situata nella contea di Dallas, nello Stato del Texas.